# 迷宮標記者
《SAKUGAN》，日本原創電視動畫，由SATELIGHT製作，於2021年10月7日至12月23日播映，共12集。原案《鑿岩迷宮標記人》（削岩ラビリンスマーカー）是原創動畫計劃「Project ANIMA」的得獎作品。2021年9月19日在Niconico直播先行播映第1、2集。
網絡電台節目《SAKUGAN 廣播迷宮》（サクガン ラジオラビリンス）由2021年3月30日起，在文化放送旗下的網絡電台超！A&G+上逢星期二晚上7時播出。改編漫畫由同年8月12日開始連載於漫畫應用程式「Manga UP!」（マンガUP！），左藤圭右負責繪畫。

## 故事概要
很久之後的未來，人類生活在被岩石隔絕的地帶「圈落」（コロニー）。圈落外面的未開發地帶稱為「迷宮」（ラビリンス，Labyrinth）。冒着生命危險去開拓迷宮、標示未開發地帶的人，就是「標記人」（マーカー，Marker）。

## 登場人物
梅梅普（Memempu，聲：天希花音）
年僅9歲就大學畢業的天才少女，夢想著成為「標記人」。
剛剛爸（Gagumber，聲：東地宏樹）
梅梅普的父親，過去曾是一流的標記人，外號「疾風剛剛爸」。
扎卡雷圖（Zackletu，聲：花澤香菜）
女性標記人。具備豐富的摩托車和槍械方面的知識，身體能力也很強。
尤里（Yuri，聲：豐永利行）
居住在圈落「阿萊·亞爾」貧民窟的不良少年少女集團「尤里團」的頭目。
梅洛洛（Merooro，聲：細谷佳正）
管制局職員，具備廣泛的知識。態度溫和，卻受到剛剛爸的警戒。
DJ K（聲：神谷浩史）
電台節目主持人。
琳達（聲：津田美波）
少女標記人，梅梅普的兒時玩伴。如同姊姊一樣受到梅梅普的尊敬。
希娜（聲：早見沙織）
中央圈落「夢想」的歌后。

## 製作、宣傳
《SAKUGAN》的故事原案《鑿岩迷宮標記人》（削岩ラビリンスマーカー）是由DeNA、文化放送、創通、每日放送4家公司主辦的原創動畫計劃「Project ANIMA」第一部份「科幻、機械人動畫部門」的準大獎得獎作品（大獎懸空），創作者為戌井猫太郎。2019年8月2日，公開主要製作團隊、部份聲優陣容、一張概念視覺圖，並宣佈動畫正式名稱為《Sacks&Guns!!》。當時公佈的聲優陣容包括Project ANIMA的顧問綠川光和在文化放送擔任電台節目主持人豐永利行，未知他們所配音的角色。當時動畫目標於2020年內播映。12月8日，在東京文化放送Media Plus會堂進行女主角梅梅普的最終甄選會。此前已進行兩次甄選會，共有約300名職業聲優、約1,100名行外人士，共約1,400人應徵，其中7人獲選晉身至最終甄選。最終甄選有10名評審員，包括綠川光、豐永利行、Project ANIMA總製作人上町裕介等人。飾演琳達一角的津田美波在甄選中跟候選人對戲。最終在7名候選聲優中選出小畑花音（後改名為天希花音）。
2020年3月19日，公開由岩原裕二所創作的4張人物原案圖。12月3日，公開主要聲優陣容。除了之前已公開的天希花音和豐永利行，還有東地宏樹和花澤香菜。12月16日，公開一張前導視覺圖，並宣佈主題曲詳情。片頭曲是由遠藤正明主唱的《恍惚迷宮》（恍惚ラビリンス），片尾曲是由泰國YouTuber MindaRyn主唱的《Shine》。2021年1月19日，公開第1條宣傳影片。4月15日宣佈細谷佳正參演，同月24日在「Niconico網絡超會議2021」的「超聲優祭2021」中天希花音和東地宏樹出席直播節目。6月15日，宣佈神谷浩史將在動畫中飾演電台節目主持人DJ K，並公開一段由DJ K介紹故事世界觀的影片。
2021年7月6日，公開最新宣傳片，並宣佈動畫將由2021年10月起，在TOKYO MX、MBS、BS11等電視台首播。8月6日，宣佈首播日期為10月7日。動畫第1、2集於2021年9月19日晚上6時起在Niconico直播先行播映，參演聲優天希、東地、豐永、花澤，還有導演和田純一出席當晚的先行播映會。

## 製作人員
- 原案：戌井貓太郎《鑿岩迷宮標記人》（削岩ラビリンスマーカー）
- 原作：圈落大會議（コロニー大会議）
- 導演、系列構成：和田純一
- 編劇：永井真吾、望月真里子、根元歲三
- 編劇協力：芝村裕吏
- 人物原案：岩原裕二
- 動畫人物設定：望月俊平
- 概念設定：幸田和磨
- 怪獸概念設定：河森正治（vector vision）
- 怪獸、機械設定：大河廣行
- 機械設定：Brunet Stanislas（Studio No Border）
- 道具設定：石本剛啓、森岡賢一
- 美術設定：坂本龍（Bic Studio）
- 美術監督：大西穰（Bic Studio）
- 色彩設計：長谷川美穗（緋和）
- 攝影監督：志村豪（T2studio）
- 副導演：三鹽天平
- 剪輯：松本秀治
- 3DCG監督：後藤浩幸
- 2D Works：中村倫子
- 音響監督：木村繪理子
- 音樂：加藤達也
- 廣播節目原稿指導：諏訪勝
- 音響製作：東北新社
- 音樂製作：Lantis
- 動畫製作：SATELIGHT
- 製作：「SAKUGAN」製作委員會[17]

## 集數列表
| 集數 | 正式標題             | 中文標題           | 編劇       | 分鏡                         | 演出     | 作畫監督                                               | 總作畫監督 | 首播日期 （2021年） |
| ---- | -------------------- | ------------------ | ---------- | ---------------------------- | -------- | ------------------------------------------------------ | ---------- | ------------------- |
| #01  | FATHERS & DAUGHTERS  | 父親和女兒         | 和田純一   | 和田純一                     | 三鹽天平 | 長坂寬治、浜津武廣、槙田路子、宮西多麻子               | 望月俊平   | 10月7日             |
| #02  | GOOD DAY, GOOD BYE   | 美好的一天，再見   | 永井真吾   | 大河廣行、佐藤英一、和田純一 | 江副仁美 | 稻熊一晃、大河內忍、小橋陽介、武內吾、長坂寬治、林奈美 | 出野喜則   | 10月14日            |
| #03  | BRAINS & HEARTS      | 頭腦與內心         | 望月真里子 | 佐藤英一                     | 佐藤英一 | 山崎輝彦、池添優子、乘富梓、壽門堂首爾分部、林奈美     | 濱津武廣   | 10月21日            |
| #04  | LADIES & GENTLEMEN   | 女士們和先生們     |            |                              |          |                                                        |            | 10月28日            |
| #05  | NO WORK, NO LIFE     | 沒有工作，沒有生活 |            |                              |          |                                                        |            | 11月4日             |
| #06  | JUSTICE FOR VILLAINS | 為惡棍伸張正義     |            |                              |          |                                                        |            | 11月11日            |
| #07  | ON THE ROAD          | 在路上             |            |                              |          |                                                        |            | 11月18日            |
| #08  | MEMORIES & REGRETS   | 回憶與遺憾         |            |                              |          |                                                        |            | 11月25日            |
| #09  | END OF VACATION      | 假期結束           |            |                              |          |                                                        |            | 12月2日             |
| #10  | OH MY TONNY!         | 哦，我的托尼！     |            |                              |          |                                                        |            | 12月9日             |
| #11  | SOUND OF DREAM       | 夢想之聲           |            |                              |          |                                                        |            | 12月16日            |
| #12  | TO BE CONTINUED      | 未完待續           |            |                              |          |                                                        |            | 12月23日            |

## 播映平台
日本深夜動畫：下文記載的日本国内播放時間使用日本標準時間（UTC+9）表示。因為部分時間标识會採用30小时制，因此請留意这类超过24:00的时间，其實際播放時間為翌日清晨。
| 播放日期                | 播放時間（UTC+9）    | 播放電視台 | 播放地區   | 備註     |
| ----------------------- | -------------------- | ---------- | ---------- | -------- |
| 2021年10月7日－12月23日 | 星期四 23:30 - 24:00 | TOKYO MX   | 東京都     |          |
| 2021年10月7日－12月23日 | 星期四 23:30 - 24:00 | BS11       | 日本全國   | 衛星廣播 |
| 2021年10月9日－12月25日 | 星期六 27:08 - 27:38 | MBS        | 近畿廣域圏 |          |

| 播映地區         | 播映平台 | 播映日期                | 播映時間     | 備註   |
| ---------------- | -------- | ----------------------- | ------------ | ------ |
| 中國大陸         | bilibili | 2021年10月7日－12月23日 | 星期四 22:30 | [ 20 ] |
| 香港、澳門、台灣 | bilibili | 2021年10月7日－12月23日 | 星期四 22:30 | [ 21 ] |

## 出版書籍

### 漫畫
| 卷數 | 史克威爾艾尼克斯 | 史克威爾艾尼克斯       |
| 卷數 | 發售日期         | ISBN                   |
| ---- | ---------------- | ---------------------- |
| 1    | 2021年10月7日    | ISBN 978-4-7575-7516-5 |
| 2    | 2022年9月7日     | ISBN 978-4-7575-8115-9 |

## 外部連結
- 官方网站（日語）
- Project ANIMA的X（前Twitter）（日語）
- YouTube上的Project ANIMA頻道（日語）